# Dimitrios Valvis

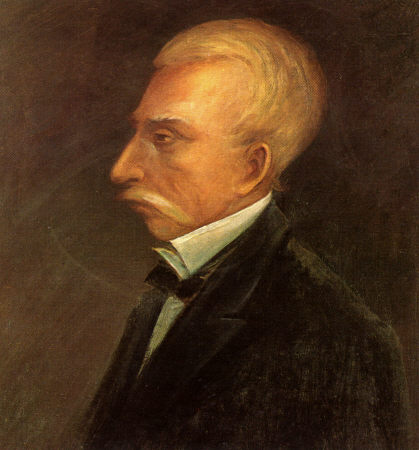
Dimitrios Valvis

Dimitrios Valvis (Grieks: Δημήτριος Βαλβης) (Mesolongi, 8 mei 1808 – Athene, 30 november 1892) was een Grieks politicus en van 9 mei tot 21 mei 1886 interim-premier van Griekenland.
Hij was de broer van Zinovias Valvis, die ook eerste minister was. Ook was hij van 1872 tot 1875 procureur-generaal van het Griekse Hooggerechtshof. In 1886 leidde hij kort een interim-regering.
- Gemeinsame Normdatei: 1082318604
- Virtual International Authority File: 169145542432896640955